# Julia Alvgard
Julia Christina Alvgard, född 17 april 1986 i Borås, är en svensk sångare som bor i Bromma utanför Stockholm. Alvgard medverkade i Melodifestivalen 2011 med bidraget "Better or Worse", som dock slogs ut i deltävlingen i Malmö den 26 februari 2011. Alvgard vann en plats i festivalen efter att ha blivit framröstad av svenska folket som webbjoker på SVT:s hemsida.

## Diskografi
Album
- 2006 – Strong Enough[3]
- 2011 – Better or Worse[4]